# Ministro Carranza (subte de Buenos Aires)
La estación Ministro Carranza - Miguel Abuelo forma parte de la línea D de la red de subterráneos de la Ciudad de Buenos Aires. Fue inaugurada el 1 de diciembre de 1993 y se encuentra debajo del Viaducto Carranza (que marca el cambio de nombre entre Santa Fe y Cabildo) entre la Avenida Dorrego y las vías del Ferrocarril Mitre en el barrio de Palermo.
Posee una tipología subterránea con 2 andenes laterales y dos vías. Posee un vestíbulo intermedio, y acceso mediante escaleras y escaleras mecánicas, como así también servicio de Wi-Fi público. Desde esta estación se puede realizar combinación con la estación homónima del Ferrocarril Mitre en sus ramales Retiro - José León Suárez / Bartolomé Mitre.
Aunque la estación es de mayor tamaño en lo referente a andenes, escaleras y vestíbulos que las del tramo antiguo de la línea, su fisonomía responde en líneas generales a los criterios conservadores de las históricas estaciones de la década del 30.

## Historia
En fines de diciembre de 1987 se inauguró el apeadero Carranza, con un servicio de lanzadera consistente en una plataforma provisoria montada en el túnel, emplazada unos metros más hacia el centro que la estación actual, que partía desde la estación Palermo y corría por una única vía. En octubre de 1988 se inició allí la primera prueba piloto de un novedoso sistema de boleto magnético.
La extensión del servicio se vino con la inauguración de la estación definitiva con ambas vías el 1 de diciembre de 1993. Fue terminal de la línea hasta la inauguración de la estación Olleros en 1997. Sería la última estación habilitada bajo gestión estatal, porque el 1° de enero de 1994 daría inicio la gestión de la concesionaria Metrovías. Palermo dejó de ser terminal después de 53 años.

### Toponimia
Originalmente se denominaría General Savio, pero la inesperada muerte de Roque Carranza, entonces Ministro de Defensa, llevó a que el gobierno radical le pusiera su nombre. Carranza fue uno de los autores del Atentado terrorista en la Plaza de Mayo del 15 de abril de 1953, que causó aproximadamente 309 muertos y más de 90 heridos, dañando la estación Plaza de Mayo de la línea A. Carranza había sido arrestado, pero fue excarcelado por la Revolución Libertadora que derrocó a Juan Domingo Perón, El nombre General Savio fue usado para una de las terminales del Premetro.
En 2018 se le agregó el nombre de Miguel Abuelo, integrante del grupo musical Los Abuelos de la Nada.

## Decoración
En agosto de 2015 se realizó un mural en mosaico de la artista Fernanda Jatón y el grupo Muralismo Extremo Brasil em Buenos Aires.

## Hitos urbanos
Se encuentran en las cercanías de esta:
- Centro Comercial Portal Palermo
- Comisaría N°31 de la Policía Federal Argentina
- Cuartel de bomberos Sección Palermo
- Sitio Dorrego
- Regimiento de Patricios 1 y 2.
- Escuela Primaria Común N.º 06 Vicente Fidel López
- Instituto de Enseñanza Superior del Ejército (IESE)
- Biblioteca de la Academia Nacional de Geografía

## Imágenes

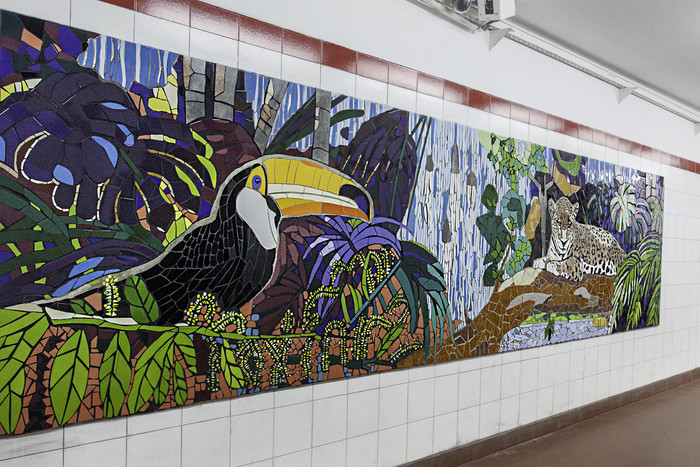
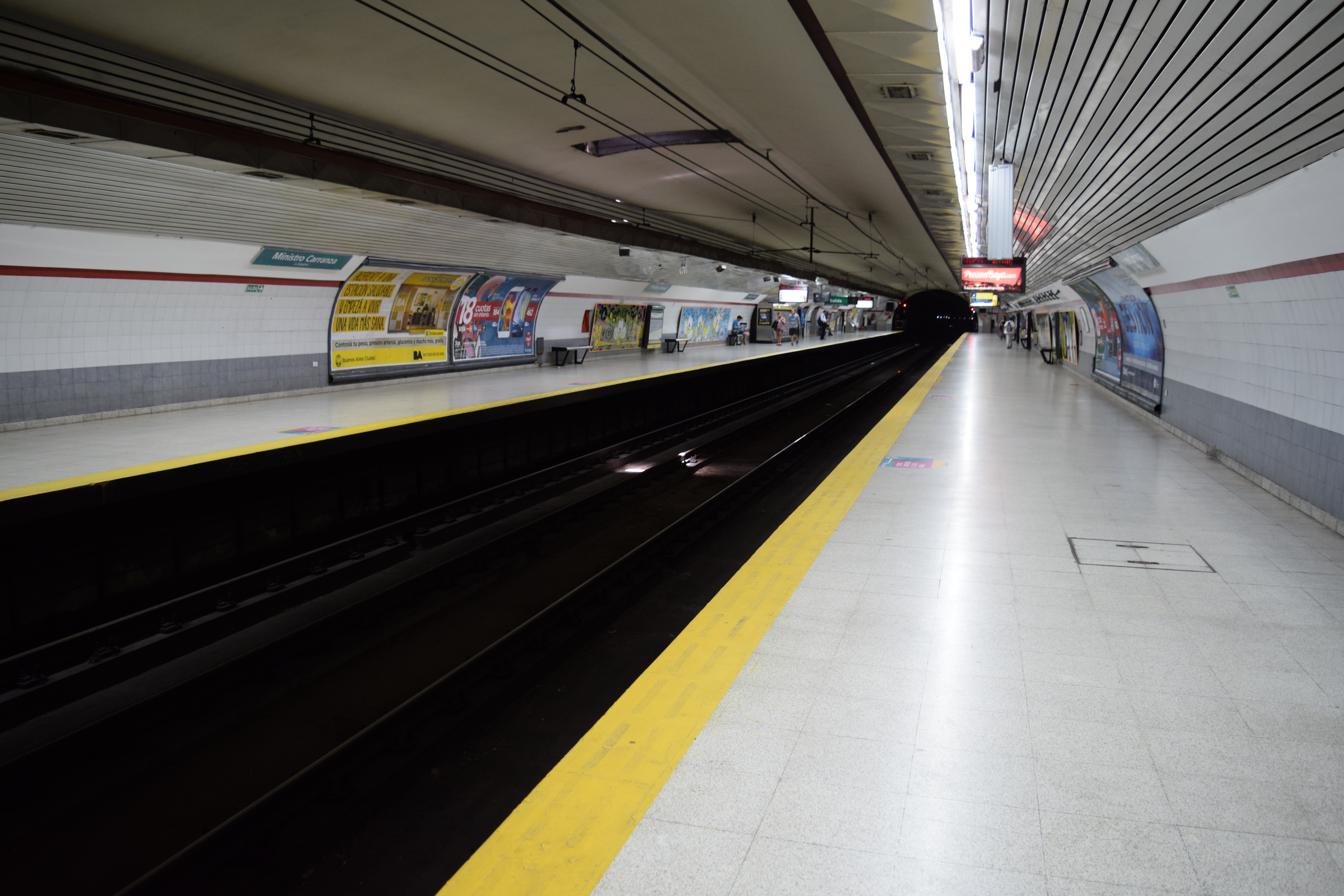
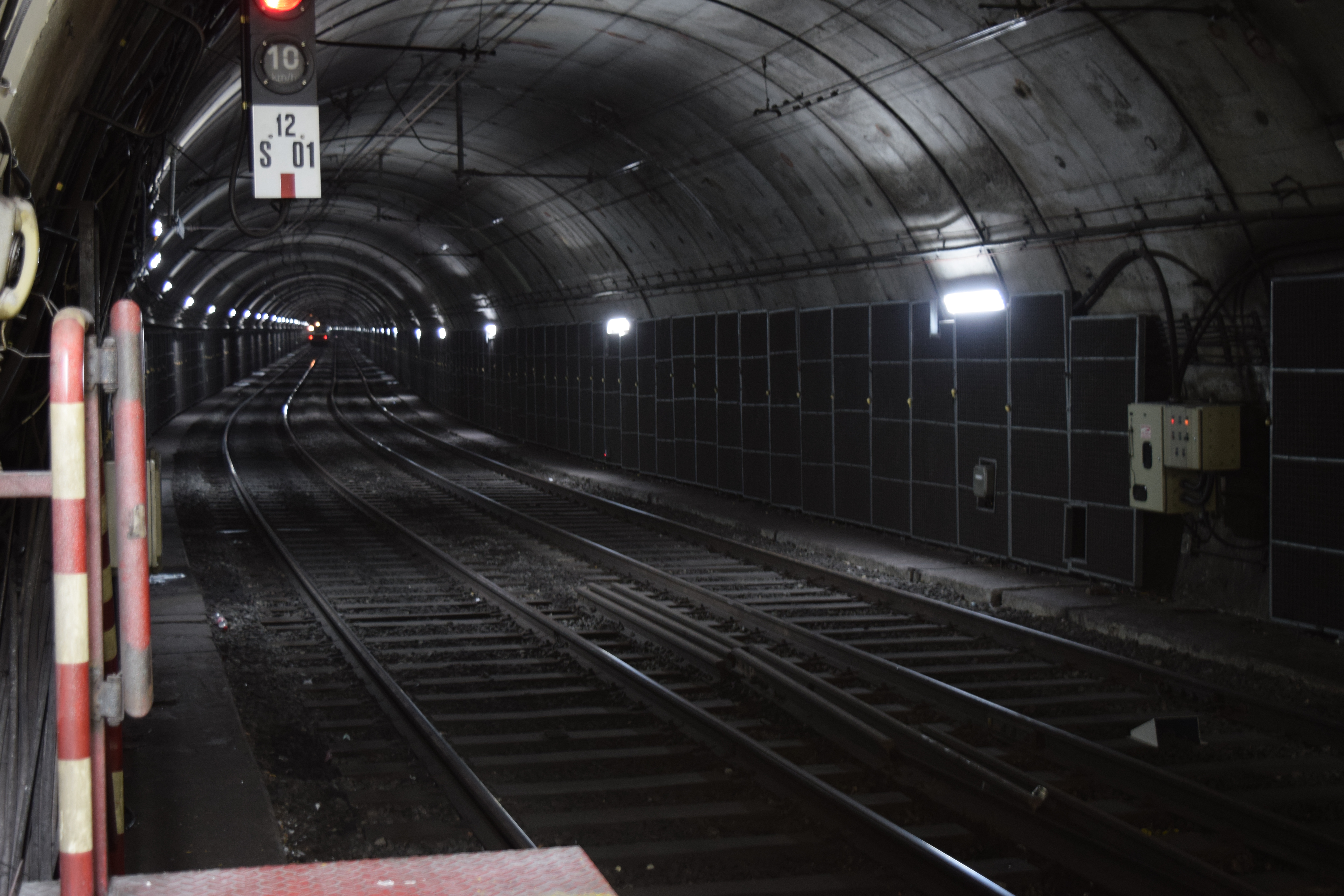
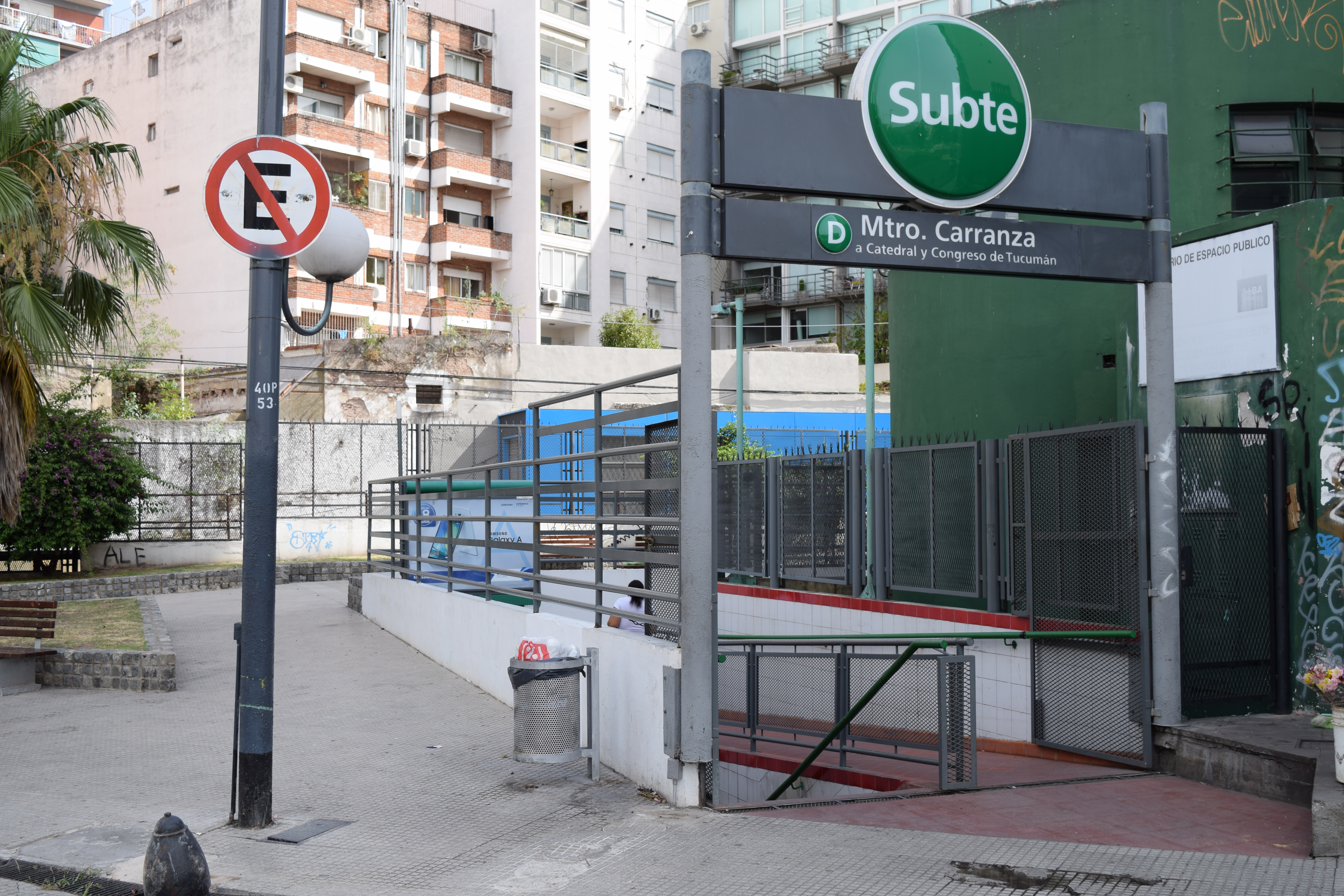